# Michel Zimmermann (historien)
Pour les articles homonymes, voir Michel Zimmermann et Zimmermann.
Michel Zimmermann, né le 17 décembre 1937 à Villefranche-sur-Saône, est un historien médiéviste français, spécialiste de la Catalogne.
Il étudie principalement la naissance culturelle de la Catalogne à partir des textes écrits entre le IXe siècle et le XIIe siècle.

## Biographie

### Carrière
Michel Zimmermann est né le 17 décembre 1937 à Villefranche-sur-Saône. Après des études à l'université de Lyon, il est agrégé d'histoire en 1962. Il est ensuite professeur dans les lycées de Limoges et de Saint-Germain-en-Laye. En 1967, il entre à la Sorbonne comme assistant d'histoire médiévale. Il reste ensuite à l'Université Paris-I, comme assistant jusqu'en 1983, puis maître-assistant de 1983 à 1986 et maître de conférences à partir de 1986. Il épouse Marie-Claire Zimmermann, spécialiste de langue et de culture catalane.
Michel Zimmermann soutient sa thèse d'État, dirigée par Philippe Wolff, en 1992 à l'université de Toulouse-Le Mirail, devant un jury présidé par Pierre Toubert. C'est l'aboutissement d'une vingtaine d'années de travail, dont l'objectif est d'étudier la naissance culturelle de la Catalogne à travers les actes écrits, en les étudiant, par milliers, plus pour leur forme que pour leur fond. Michel Zimmermann devient professeur des universités à l’université de Versailles – Saint-Quentin-en-Yvelines en 1993 et le reste jusqu'à sa retraite en 2002.

### Historien de la Catalogne médiévale
La bibliographie de Michel Zimmermann atteint une centaine de titres.
Sa thèse d'État soutenue en 1992 est publiée en 2003, sous le même titre que lors de la soutenance, Écrire et lire en Catalogne IXe – XIIe siècle. Analysé dans de nombreux comptes rendus qui en saluent l'importance, ce livre retrace la naissance de la Catalogne en tant que région culturelle, en se concentrant sur la dizaine de milliers de chartes écrites entre le début du IXe siècle et la fin du XIIe siècle et en inscrivant leur établissement dans son contexte politique et social. L'étude est à la fois diplomatique, linguistique, sociologique et culturelle et historiographique,,,,,,,,,,. 
Michel Zimmerman et son épouse Marie-Claire Zimmermann écrivent ensemble deux livres consacrés à la Catalogne. En 2019, Michel Zimmermann publie un ouvrage qui décrit la naissance de la Catalogne, des origines wisigothiques au XIIe siècle et, en 2023, un livre consacré à langue catalane au Moyen Âge,.
Au-delà de la Catalogne, Michel Zimmermann dirige aussi des études sur les textes médiévaux et leur écriture,,,,,,,.

## Distinctions
- Prix de la Critique Serra d’Or 1990 pour la recherche pour En els orígens de Catalunya[5].
- Mélanges : Pierre Chastang, Patrick Henriet et Claire Soussen (dir.), Figures de l'autorité médiévale : Mélanges offerts à Michel Zimmermann, Paris, Publications de la Sorbonne, coll. « Histoire ancienne et médiévale » (no 142), 2016, 395 p. (ISBN 978-2-85944-964-3 et 979-10-351-0139-8, DOI 10.4000/books.psorbonne.28410, lire en ligne).

## Principales publications

### Ouvrages personnels
- La Vie au Moyen Âge, Rennes, Ouest-France, coll. « L'Histoire illustrée », 1987 (ISBN 978-2-7373-0113-1).
- (ca) Michel Zimmermann (trad. Antoni Bentué), En els orígens de Catalunya: emancipació política i afirmació cultural, Barcelone, Edicions 62, coll. « Llibres a l'abast » (no 248), 1989, 216 p. (ISBN 978-84-297-2979-5).
- Écrire et lire en Catalogne: IXe – XIIe siècle, Madrid, Casa de Velázquez, coll. « Bibliothèque de la Casa de Velazquez » (no 23), 2003, 1408 p. (ISBN 978-84-95555-36-6, présentation en ligne)[6],[7],[8],[9],[10],[11],[12],[13],[14],[15],[16].
- Chronologie du Moyen Âge, Paris, Éditions du Seuil, coll. « Points Histoire » (no 385), 2007, 288 p. (ISBN 9782757802212, présentation en ligne).
- Naissance de la Catalogne VIIIe – XIIe siècle, Limoges, Presses universitaires de Limoges, coll. « Histoire », 2019, 587 p. (ISBN 978-2-84287-733-0, présentation en ligne)[17].

### Ouvrages collectifs
- Michel Zimmermann (dir.), Les marches méridionales du royaume aux alentours de l'an mil : Inventaire typologique des sources documentaires, Nancy, Presses universitaires de Nancy, coll. « Les Cahiers de l'A.R.T.E.M », 1987, 309 p. (ISBN 978-2-86480-420-8).
- Michel Zimmermann (dir.), Catalunya i França meridional a l’entorn de l’Any Mil (La Catalogne et la France méridionale autour de l’An Mil), Barcelone, Generalitat de Catalunya - Departament de Cultura, 1991.
- Michel Zimmermann (dir.), Les sociétés méridionales autour de l’An Mil. Répertoire de sources et documents commentés, Paris, CNRS Éditions, 1992, 486 p. (ISBN 9782222047155)[20],[21].
- Yvelise Bernard, Michel Kaplan, Mireille Vincent-Cassy et Michel Zimmermann, Dictionnaire des biographies, t. 2 : Le Moyen Âge, Paris, Armand Colin, coll. « Cursus Série "Dictionnaires" », 1993, 309 p. (ISBN 978-2-200-21371-8).
- Pierre Saly, Jean-Paul Scot, François Hincker, Marie-Claude L'Huillier et Michel Zimmermann, La dissertation en histoire, Paris, Armand Colin, coll. « Cursus », 1994, 192 p. (ISBN 978-2-200-21550-7, lire en ligne ).
- Pierre Saly, François Hincker, Marie-Claude L'Huillier, Jean-Paul Scot et Michel Zimmermann, Le commentaire de documents en histoire, Paris, Armand Colin, coll. « Cursus », 1994, 222 p. (ISBN 978-2-200-24324-1, lire en ligne ).
- Michel Zimmermann et Marie-Claire Zimmermann, Histoire de la Catalogne, Paris, Presses Universitaires de France, coll. « Que sais-je ? » (no 3212), 1997, 128 p. (ISBN 978-2-13-048354-0, présentation en ligne, lire en ligne).
- Michel Zimmermann et Marie-Claire Zimmermann, La Catalogne, Paris, Presses Universitaires de France, coll. « Que sais-je ? » (no 2426), 1998, 128 p. (ISBN 978-2-13-048382-3, présentation en ligne, lire en ligne).
- Michel Zimmermann (dir.), Auctor et auctoritas : Invention et conformisme dans l'écriture médiévale. Actes du colloque tenu à l'Université de Versailles-Saint-Quentin-en-Yvelines (14-16 juin 1999), Paris, École des Chartes, coll. « Mémoires et documents de la  Société de l'École des Chartes » (no 59), 2001, 592 p. (ISBN 978-2-900791-41-7)[22],[23],[24],[25],[26],[27].
- Michel Zimmermann (dir.), Le Moyen Âge dans les Pyrénées Catalanes. Art, culture et société : À la mémoire de Mathias Delcor. Actes du colloque de Prades, Pyrénées-Orientales, 23-24-25 mai 2003, Perpignan, Éditions Trabucaire, coll. « Études roussillonnaises » (no 21), 2005, 256 p. (ISBN 978-2-84974-025-5, présentation en ligne).
- Denise Boyer et Michel Zimmermann (dir.), Autour de l’autel roman catalan : Actes de la journée d’étude internationale, 29 mai 2006, Paris, Indigo & Côté-femmes, 2008.
- Michel Zimmermann (dir.), Le catalan médiéval, Turnhout, Brepols, coll. « L'atelier du médiéviste », 2023, 702 p. (ISBN 978-2-503-59352-4, présentation en ligne)[18],[19].